# Eurotopia
Pour l’article homonyme, voir Eurotopia (concept).
Albums de E-Type
Loud Pipes Save Lives
(2004) .......
Eurotopia est le sixième album d'E-Type sorti le 31 octobre 2007.

## Liste des morceaux
| 1. | True Believer  | E-Type, Savan Kotecha    | 3:40 |
| 2. | The Tide       | E-Type                   | 3:57 |
| 3. | Eurofighter    | E-Type, Anna Nordell     | 3:47 |
| 4. | Make VS High   | Anna Nordell             | 4:09 |
| 5. | Like A Child   | E-Type                   | 4:17 |
| 6. | Last Day Alive | E-Type, Anna Nordell     | 4:01 |
| 7. | To The Lions   | E-Type, Anna Nordell     | 3:42 |
| 8. | Ding Ding Song | E-Type, Anna Nordell     | 3:34 |
| 9. | Inside         | E-Type, Sarah Dawn Finer | 4:52 |

## Liens
- (en) E-Type